# Sothis-Fest
| F14 |

| F14 |

| F15 |

| F15 |

| W3 | O1 | D21 · X1 | D54 | M44 | X1 · N14 |

| W3 | O1 | D21 · X1 | D54 | M44 | X1 · N14 |

| R8 | M44 | N14 · X1 · H8 | Z9 · X1 · H8 · V30 | F13 | M4 |

| R8 | M44 | N14 · X1 · H8 | Z9 · X1 · H8 · V30 | F13 | M4 |

Das altägyptische Sothis-Fest ist das Fest zum Wepet-renpet-Ereignis, also dem heliakischen Aufgang des Sothis. Dieses Ereignis bestimmte den Jahresbeginn im Mondkalender. Das Fest ist im Alten Reich belegt. Nicht verwechselt werden darf es mit dem Neujahrsfest im Verwaltungskalender.

## Hintergrund

Die Göttin Sothis (Sopdet)

Da das Jahr im Mondkalender stets mit dem Sonnenaufgang nach Neumond begann, fand Wepet-renpet in der Regel einige Tage vor dem Jahresbeginn statt. Das war im Monat Wepet-renpet, dem 12. Monat im Mondkalender, je nach Theorie ggf. aber alternativ in einem darauffolgenden interkalaren Monat.
Einer Vermutung in Parker 1950 zufolge wurde jeweils genau dann ein interkalarer 13. Monat in das Sothisjahr eingeschaltet, wenn der Folgemonat weniger als 12 Tage nach dem Wepet-renpet-Ereignis begann. Dieser Annahme folgend hätte das Wepet-renpet-Ereignis stets im gleichnamigen Monat stattgefunden und das neue Jahr hätte unter Umständen mehr als einen Monat nach dem Sothisfest begonnen. Die Alternative wäre, dass ein Schaltmonat immer dann berücksichtigt wurde, wenn das Wepet-renpet-Ereignis aus dem gleichnamigen Monat herausfiel. In dem Fall konnte dann im Gegenzug das Sothisfest mit Neujahr zusammen fallen.
Schott 1950 zufolge wurden die Feste, die nur ein Mal im Jahr gefeiert wurden, schließlich im Verwaltungskalender fixiert. So wurde auch das Sothisfest mit dem Neujahrsfest „Wepet-renpet“ am Beginn des gleichnamigen ersten Monats im Verwaltungskalender vereinigt und wanderte im Folgenden vom Aufgang des Sirius fort, rückwärts durch die Jahreszeiten.

## Mythologie
Im Alten Reich zählte Sothis in den Pyramidentexten (PT) zu einer Erscheinungsform der Göttin Isis oder als Ba, der dem Sternbild Sah folgt. In PT 883 wird der verstorbene und verjüngte König von Osiris und Sothis in ihrer Rolle als „Jahr“ gekrönt. Am Glanz der Sothis sollte zu erkennen sein, ob ein gutes oder schlechtes Jahr folgen wird.

## Festverlauf
Der Ablauf des Sothis-Festes kann aufgrund fast vollständig fehlender direkter Belege nicht rekonstruiert werden. Aus dem Mittleren und Neuen Reich sind nur drei Einträge in den Festlisten erhalten geblieben. Der Festcharakter glich zumindest seit dem Mittleren Reich dem einer Nekropolenfeier, da während der Feierlichkeiten die Besucher von Gräbern um eine Opfergabe gebeten wurden. Aus dem Bruchstück einer Handschrift ist zu entnehmen, dass im siebten Regierungsjahr von Sesostris III. das Sothis-Fest am 17. Peret IV begangen wurde. Für den Festbedarf ist die Lieferung von „200 verschiedenen Broten und 60 Krügen Bier“ vermerkt.